# Булочные Филиппова
Булочные Филиппова — сеть магазинов и пекарен, владельцем которых был И. М. Филиппов (1824—1878). Ассортимент булочных Филиппова составляли бублики, пироги (с вязигой, капустой, рисом, изюмом, яблоками и др.), сушки, пирожные, сайки и калачи.

## История

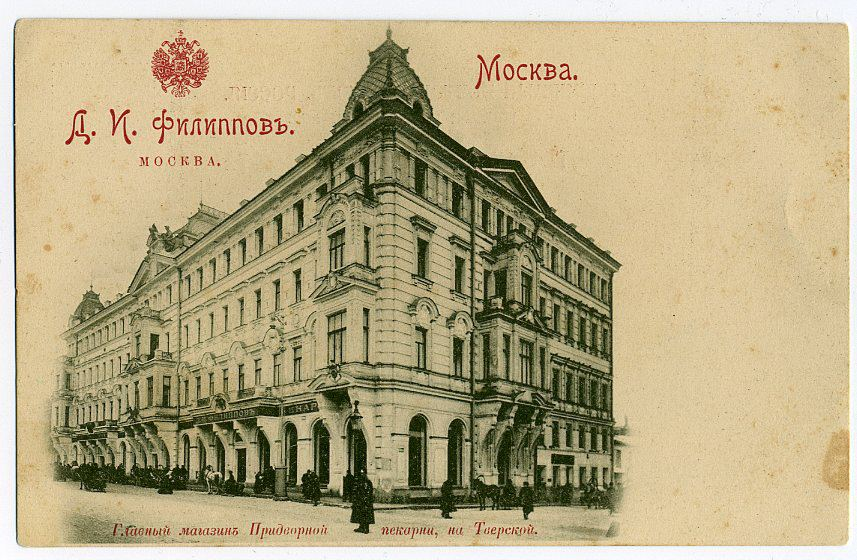
Центральная булочная на Тверской, 10

В конце XIX — начале XX века в Москве приобрела известность булочная Филиппова. Пекарное дело открыл Максим Филиппов примерно в 1874 году, его сын Иван продолжил отцовское дело, создав фирму «Филиппов Иван наследники», и именно при нём дело пережило расцвет. К началу XX века в пекарнях Филиппова работало до 1200 человек. Дмитрий Иванович Филиппов построил новое здание и открыл там кофейную. Этот дом сохранился до наших дней, расположен на ул. Тверской, д. 10.
Здание по современному адресу Тверская улица, 10 получило наименование Торговый дом Д. И. Филиппова. Здание было возведено в 1837 году, а в 1891—1897 годах архитектор М. А. Арсеньев провёл его реконструкцию. Внутренним оформлением кофейной Д. И. Филиппова в 1905—1907 годах занялся архитектор Н. А. Эйхенвальд, ему помогали П. П. Кончаловский, С. Т. Коненков, В. М. Маят.
Были открыты точки Московской пекарни Филиппова и в других крупных городах.

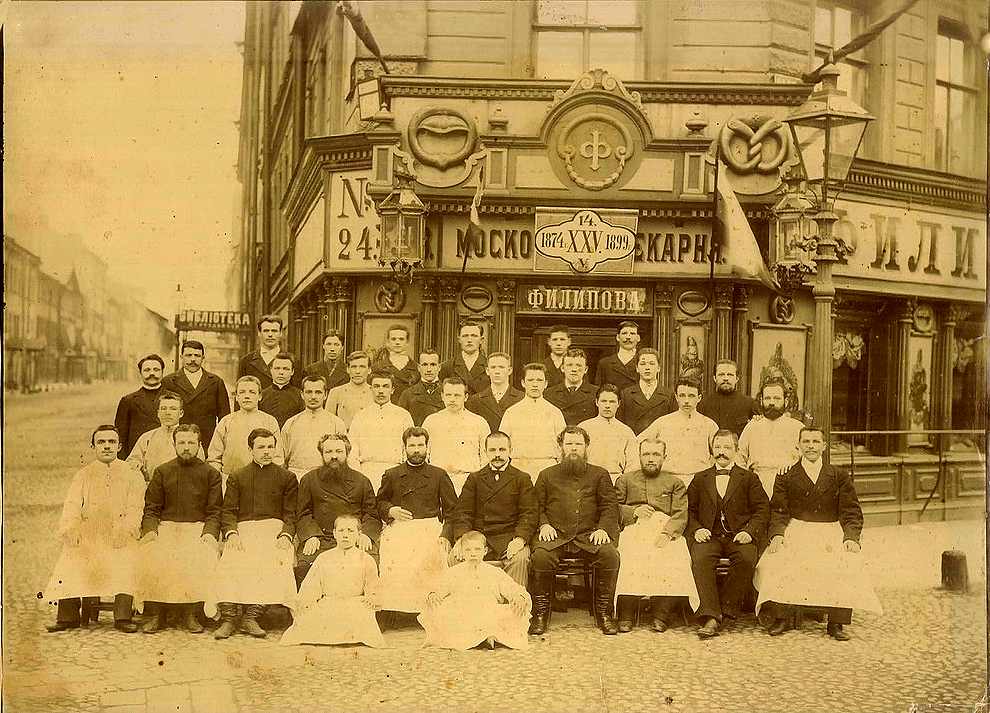
СПб. Московская пекарня Филиппова (ул. Садовая, 63). Май 1899 г.

В 1905 году рабочие пекарни Филиппова присоединились к общероссийской забастовке. 25 сентября в булочной на Тверской улице произошло столкновение бастующих с полицией, в результате которого более 200 рабочих были арестованы.
В 1911 году Филиппов-сын сделал пристройку к зданию, где открыл гостиницу «Люкс» на 550 мест. После революции (1917) здание было национализировано, и в 1920 году там организовали общежитие Коминтерна. В нём останавливались такие деятели социализма, как Георгий Димитров, Пальмиро Тольятти, Хо Ши Мин и другие. Позже общежитие переделали в гостиницу «Центральную». Сама же булочная Филиппова продолжала работать и после революции под названием Булочная № 1.
Существует версия, что именно благодаря Филиппову в Москве стали делать булочки с изюмом. История выпуска в продажу булочек с изюмом описана в книге Гиляровского В. «Москва и москвичи». Выпечка Филиппова доставлялась в том числе и генерал-губернатору Москвы, которым тогда был Закревский. Как-то раз Закревский обнаружил в одной из булок запечённого таракана. Он сразу же потребовал вызвать булочника. Когда булочнику продемонстрировали эту булку, он быстро съел её и заявил, что это новая идея — булочка с изюмом.
Вернувшись назад в пекарню, чтобы оправдаться перед генерал-губернатором, он добавил изюм в тесто и испёк партию булок по новому рецепту. Эти булки пришлись по вкусу клиентам, поэтому их начали печь постоянно.
У Филиппова была целая сеть булочных, которые продавали выпечку не только в Москве, но и в Санкт-Петербурге. Адреса многих из них были утрачены. В частности, сохранились данные, что в 1870 году в Москве булочные находились на Тверской, в доме Манухина; на Сретенке, в доме Спаса, на Пятницкой, в собственном доме.
К концу XIX века в Москве булочные Филиппова открылись и на Мясницкой улице в доме тульского подворья; на Покровке в доме Баулиной; у Серпуховских ворот в доме Зуйкова.
В свою очередь, в Санкт-Петербурге булочные Филиппова располагались на Невском проспекте в домах 45 и 142 (сейчас об этом напоминает мини-отель «Филиппов»), а также на ул. Садовая в домах 59 и 63 и на Большом проспекте Петроградской стороны в доме 32/1.

## В литературе
Булочные Филиппова неоднократно упоминались в произведениях таких авторов, как М. Е. Салтыков-Щедрин, Л. Н. Толстой, А. П. Чехов и Б. Акунин.

— Калач-то от Филиппова? — спросил я.

— Да, от Филиппова. 

— Говорят, у него в пекарне тараканов много…

— Мало ли что говорят! Вкусно — ну, и будет с тебя! Глумов высказал это несколько угрюмо, как будто предчувствуя, что у меня язык начинает зудеть. 
 — Салтыков-Щедрин М. Е. «Современная идиллия» (1877—1883)

Видишь этот ноготь? Три года тому назад он был найден в бисквите, купленном в булочной Филиппова. Бисквит, как видишь, был без рук, без ног, но с ногтями. Игра природы! … Этот крысиный хвостик и кусочек сафьяна были оба найдены в одном и том же филипповском хлебе.
 — Чехов А. П. «Коллекция» (1883)

Покончив с религиозными хлопотами и заботами, Куколка бодро нырнул в светские дела, а именно: выпил большую чашку кофе с двумя популярными филипповскими пирожками, еще тепленькими, и принялся писать матери в провинцию восторженное письмо о своих блестящих шагах на поприще литературной славы…

— Аверченко А. «Шутка Мецената» (1925)

Шеф озабоченно нахмурился: 

— Да на вас лица нет. Вы не заболели? 

— Честно говоря, ужасно голоден. Весь день караулил на почтамте, маковой росинки во рту не было. 

— Караулили на почтамте? Нет-нет, не рассказывайте. Мы поступим так. Сначала я дам вам чаю и пирожных. Мой Семен, мерзавец, третий день в запое, так что хозяйствую один. Питаюсь в основном конфектами и пирожными от Филиппова. Вы ведь любите сладкое? 

— Очень, — горячо подтвердил Эраст Петрович. 

— Я тоже. Это во мне сиротское детство застряло. Ничего если на кухне, по-холостяцки? 

- Акунин Б. «Азазель» (1998)